# Heinrich Julius Ludwig Assmann

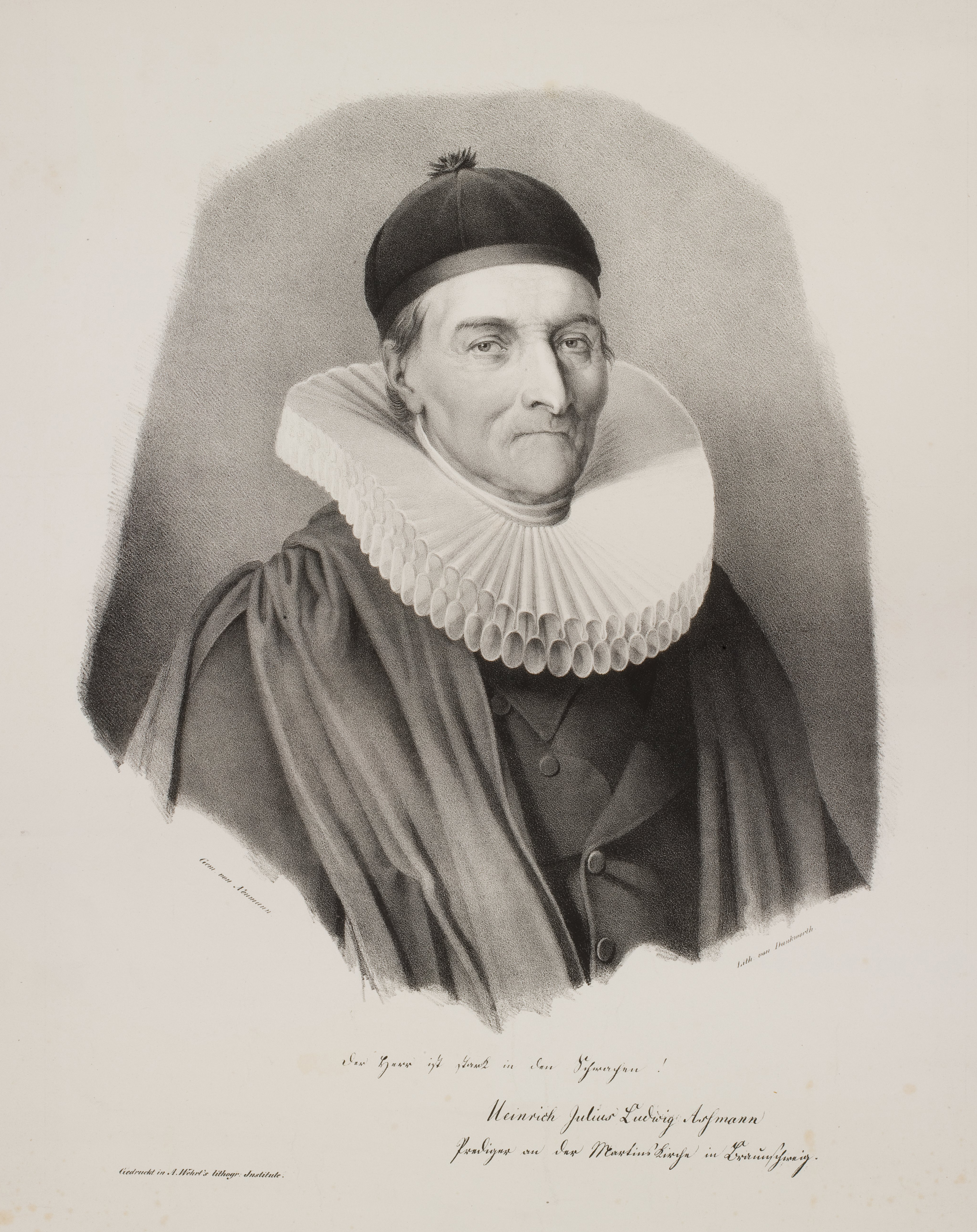
Assmann in Talar mit Mühlradkragen und Birett und faksimilierten Autograph in einer Lithographie von August Dankworth nach einem Gemälde von Johann Heinrich Engelbert Neumann; circa 1830er Jahre

Heinrich Julius Ludwig Assmann (geboren 24. September 1766 in Hannover; gestorben 13. Januar 1839 in Braunschweig) war ein deutscher lutherischer Theologe und Pastor.

## Leben
Heinrich Julius Ludwig Assmann besuchte das hannoversche Lyceum (heute: Kaiser-Wilhelm- und Ratsgymnasium Hannover) und verfasste gemeinsam mit zahlreichen anderen Studierenden seiner Schule eine 1786 bei Wilhelm Pockwitz gedruckte Jubiläumsschrift für den Senior Gabriel Heinrich Pollmann.
Am Reformationsfest wurde Assmann am 31. Oktober 1793 als „Pastor Diaconus“ in Uelzen eingeführt. Nach knapp sechs Jahren wurde er am 6. Oktober 1799 nach Braunschweig berufen als Pastor der Gemeinde von St. Martini, in der er später als Nachfolger des verstorbenen Johann Wilhelm Wolfgang Breithaupt das Amt des ersten Predigers wahrnahm.
Assmann war ein Büchersammler. Nach seinem Tode wurde seine Bibliothek über am 26. August 1839 über einen bei „F. A. Röse“ über die Bessersche Buchhandlung in Berlin erhältlichen Katalog zur Versteigerung angeboten.

## Familie
Assmanns Sohn Ludwig Assmann (geboren um den 2. August 1798 in Braunschweig, gestorben 5. März 1873) wirkte Harburg als Spediteur der Spedition Waßmann et Assmann oder Wassmann & Assmann sowie als Besitzer einer Ausspannwirtschaft.

## Schriften
- Der Amtsjubelfeyer des Herrn Senior Pollmann. Von den Studierenden der ersten Ordnung des hiesigen Lyceums gewidmet. Hannover den 23sten Julius 1786, Gedruckt bey W. Pockwitz, jun., [1786]; Digitalisat über die Herzog-August-Bibliothek Wolfenbüttel
- Predigt bey der Säcularfeyer am Neujahrstage 1801 / geh. von Heinrich Julius Ludwig Aßmann, Braunschweig: Schulbuchh., 1801
- Confirmationsrede, gehalten am ersten Sonntage nach Ostern, den 8ten April 1804, von H. J. L. Aßmann, Pastor an der Martinskirche in Braunschweig, gedruckt bei J. H. Meyer, [1804][9]
- Verzeichniß einer Sammlung von Büchern meist theolog. Inhalts, ... / H. J. L. Aßmann, Braunschweig, 1839

## Archivalien
Archivalien von und über Heinrich Julius Ludwig Assmann finden sich beispielsweise
- als Abgangszeugnis der Universität Göttingen in deren Universitätsarchiv[10]